# Stalingrad (film 1993)
Stalingrad è un film di guerra del 1993 diretto da Joseph Vilsmaier.

## Trama
Un gruppo di Sturmpioniere, pionieri d'assalto tedeschi, a riposo in Italia dopo aver partecipato ai combattimenti sul fronte africano, viene inviato in Unione Sovietica, più precisamente a Stalingrado, dove si sta svolgendo una grande battaglia.
Il sottotenente Hans von Witzland, imbevuto del classico spirito aristocratico-cameratesco del soldato di professione tedesco e convinto di combattere una guerra formalmente corretta e non ideologica, e i soldati del suo plotone, veterani e cinicamente concentrati solo sulla spietata lotta per la sopravvivenza, partecipano ad alcuni scontri particolarmente drammatici e violenti sia tra le rovine della città sia nel sottosuolo e nel dedalo delle fognature. La realtà della guerra ideologica e di annientamento sul fronte russo provocherà amare disillusioni nel sottotenente Witzland e farà crollare il morale della truppa.
Durante una perlustrazione delle fognature uno dei soldati rimane gravemente ferito a una gamba tanto che gli viene grossolanamente amputata dai camerati presenti; una volta arrivati in una cantina dove sono stipati centinaia di feriti il caporale Reiser perde la testa e costringe, sotto la minaccia del mitra, un infermiere a cercare di salvarlo. Questo costerà a lui, al sottotenente e agli altri soldati della pattuglia il deferimento alla corte marziale: saranno degradati e inviati a un battaglione di disciplina. Contemporaneamente arriva la notizia che il fronte è stato sfondato e che la 6ª Armata è circondata.
Dopo essere scampati con successo a un cruento scontro con carri armati nemici, il sottotenente e gli altri soldati vengono riabilitati ma sono costretti dal medesimo fanatico capitano che li aveva denunciati dopo l'incidente nel ricovero dei feriti a fucilare dei civili tra i quali vi è anche un bambino (un piccolo calzolaio che i soldati avevano conosciuto in precedenza). Tra Hans e i suoi soldati, nel frattempo diventati anche amici, nasce la spinta a disertare, anche per non essere costretti a uccidere altri innocenti, arrivando anche a fingersi feriti per essere evacuati, ma il tentativo non riesce e dopo l'occupazione da parte dei soldati sovietici dell'ultimo aeroporto ancora disponibile sono costretti a rientrare, ormai sbandati, nella città assediata.
Nei loro ultimi momenti di vita uccidono il capitano, dopo che egli, ormai fuori controllo, aveva assassinato un loro compagno che aveva raccolto "senza permesso" dei viveri paracadutati da un aereo e, riparatisi nel suo bunker, scoprono grandi quantità di viveri di cui si era appropriato e una giovane donna soldato sovietica tenuta prigioniera (la stessa che durante uno scontro aveva tentato di uccidere il sottotenente). Ripensando in quei momenti a tutto ciò che li ha travolti ognuno trova il proprio destino: chi si suicida, chi rientra nelle strade della città ormai distrutta nell'intento almeno di morire da soldato e chi cerca un'ultima disperata via di fuga esalando l'ultimo respiro nella steppa gelata in mezzo a una tormenta.

## Inesattezze storiche
- Nel film vengono citati i "battaglioni d'assalto" 336, l'unità a cui appartengono il tenente von Witzland e i suoi uomini, e 179; nella realtà storica effettivamente presero parte alla battaglia il Pionier-Bataillon 179 (appartenente alla 79. Infanterie-Division) al comando del capitano Weltz, ed il Pionier-Bataillon 336 (appartenente alla 336. Infanterie-Division) al comando del capitano Lund. I due battaglioni d'assalto vennero trasportati nell'area di Stalingrado il 17 ottobre 1942 (battaglione 179) e il 6 novembre 1942 (battaglione 336) provenienti rispettivamente da Idar-Oberstein e da Bielefeld. Questi reparti quindi non furono trasferiti dall'Italia come compare nel film. I battaglioni d'assalto presero parte alla "operazione Hubertus", l'offensiva finale sferrata dai tedeschi il 9 novembre 1942 per conquistare gli ultimi capisaldi sovietici, che però sarebbe terminata con un fallimento il 18 novembre. Il battaglione d'assalto 336 rimase accerchiato a Stalingrado, insieme a tutta la 6ª Armata, dopo la controffensiva sovietica iniziata il 19 novembre 1942 e venne completamente distrutto.
- Nell'edizione italiana del film, nella scena iniziale, viene descritto il luogo di acquartieramento dei soldati genericamente come "Italia", mentre, nell'edizione originale, la descrizione riporta "Porto Cervo, agosto 1942", ma la nascita del famoso luogo esclusivo risale agli anni sessanta.[senza fonte] Il luogo dove vengono girate le scene iniziali è Cervo Ligure in provincia di Imperia

## Altri media
- Nel videogioco Medal of Honor: Allied Assault in una delle mappe per multiplayer denominata "Stalingrad", compare un'ambientazione visibilmente ispirata a un edificio presente in una scena del film.[senza fonte][Edificio ispirato proprio al film o entrambi alla realtà?]